# Плотников, Фёдор Семёнович
Фёдор Семёнович Плотников (1797—1857) — купец второй гильдии, в 1829 году он был избран Старшим Ратманом (выборный член городского Магистрата, участие в рассмотрении дел горожан-городничими), в 1838 году Плотников Ф. С. был избран Старшим Бургомистром г. Самара, в 1840 году он был избран Градским Главой, сроком на три года, в 1847 году Плотникова Ф. С. избирают Городским Главой во второй раз, так же сроком на 3 года. После учреждения Самарской губернии, решением первого Губернатора , 1 февраля 1852 года за № 812 -Плотников Ф. С. в третий раз становится Самарским Городским Головою. 26 сентября 1857 года Плотников Фёдор Семёнович скончался. После кончины Ф. С. Плотникова Правительствующий Сенат определил -возвести Марию Плотникову с сыновьями, Николаем и Константином Фёдоровичами, в потомственное почётное гражданство г. Самара.

## Семья
Родился он в 1797 году, был женат на Марье Ивановне, вместе с которой воспитывал двух сыновей — Николая и Константина.

## Биография
В 1832—1834 гг. Ф. С. Плотников оказался замешанным в скандале, охарактеризованным И. А. Второвым как «обман Плотникова магистрата». Вместе с Сурошниковым Плотников как-то прикрыл своё несанкцианированное строительство амбара перед окнами дома И. А. Второва: 5 июня 1833 года Иван Алексеевич увидел, что «… против ворот моих и флигеля вырыт яр для постройки амбара купцом Плотниковым». Два года между ними длилась тяжба. 15 февраля 1834 года Второву стало известно, что «2-е симбирское губернское правление в ответ на мою просьбу, изменяя некоторые слова мои и не упоминая о важнейшем, сделало постановление: место против моего дома, где вырыто для амбара — продать с аукциона — кто больше даст». Дело кончилось в пользу Ф. С. Плотникова, и 31 марта 1835 года Второв написал: «…каждый день под окошками стук и нечистоты… Плотники строят ещё такой же амбар. Какая гнусная обида!..». К 1850 году Ф. С. Плотников уже был купцом 2-й гильдии. 1 января 1851 года самарский купец Фёдор Семёнович Плотников упоминался в числе лиц, присутствовавших на торжественном обеде, посвящённом «открытию» Самарской губернии.
В 1852 году городским головой Самары стал (уже в третий раз) Фёдор Семёнович Плотников. Но в том же году Фёдор Семёнович с поста городского головы уходил в 4-месячный отпуск «по делам коммерции». Во время пребывания на посту городского головы Самары Ф. С. Плотников финансировал строительство домовой тюремной церкви Богоматери «Всех скорбящих Радость», которая для краткости называлась «Скорбященской». Церковь была построена в 1854 году в самарской губернской тюрьме, находившейся на тогдашней окраине города (совр. ул. Красноармейская , 60). В конце 90-х годов XIX века на том же месте был построен известный доходный дом.
М. Д. Челышева. Церковь была " зданием деревянная, тесом не обшитая, с печами в трапезной и алтаре, с холодным притвором с западной стороны и со звонницей с правой стороны притвора. Престол один во имя Божией Матери иконы её, именуемой «Всех скорбящих в радости».